# Platycerium quadridichotomum
Platycerium quadridichotomum är en stensöteväxtart som först beskrevs av Roland Napoléon Bonaparte, och fick sitt nu gällande namn av Tard. Platycerium quadridichotomum ingår i släktet Platycerium och familjen Polypodiaceae. Inga underarter finns listade.